# Jean Fréchaut
Jean Fréchaut (Bordeus, 19 de setembre de 1914 - Vença, 16 d'abril de 2012) va ser un ciclista francès que fou professional entre 1935 i 1946. En aquests anys aconseguí 6 victòries, 3 de les quals foren etapes al Tour de França de 1938.

## Palmarès
- 1935
  - 1r a la Bordeus-Angoulème
- 1936
  - 1r a la Bordeus-Angoulème
- 1938
  - 1r del Tour del Sud-oest
  - Vencedor de 3 etapes al Tour de França

## Resultats al Tour de França
- 1937. 10è de la classificació general
- 1938. 18è de la classificació general i vencedor de 3 etapes
- 1939. Abandona (15a etapa)